# Allan V. Cox
Allan Verne Cox (Santa Ana, 17 de diciembre de 1926-Palo Alto, 27 de enero de 1987) fue un geofísico estadounidense. Su trabajo sobre la datación de las inversiones geomagnéticas, con Richard Doell y Brent Dalrymple, supso una importante contribución a la teoría de la tectónica de placas. Ganó numerosos premios, incluido el Premio Vetlesen, considerado como la más alta distinción en estudios geológicos. Ejerció como presidente de la Unión Americana de Geofísica. Publicó más de cien artículos científicos y dos libros sobre la tectónica de placas.

## Trayectoria
Empezó a estudiar química en la Universidad de California de Berkeley. Pero, después de un solo trimestre, dejó la escuela y pasó tres años en la Marina Mercante de los Estados Unidos. Regresó a Berkeley pero tenía tan poco interés en la química que sus calificaciones eran demasiado bajas para evitar ser reclutado en el ejército de los Estados Unidos. Cuando regresó, cambió su especialización a geología. 
Su carrera investigadora en geología comenzó en 1950 cuando ocupó un puesto como asistente de campo de Clyde Wahrhaftig, con quien mantuvo una relación de pareja, en el estudio de la glaciación en la Cordillera de Alaska. Para su investigación de posgrado en la Universidad de Berkeley, Cox se concentró en el magnetismo de las rocas con John Verhoogen como su supervisor. Verhoogen fue uno de los pocos geólogos de la época que se tomó en serio la hipótesis de la deriva continental. Su postura causó una profunda impresión en Cox.
Después de recibir su doctorado en 1959, se unió al Servicio Geológico de los Estados Unidos en Menlo Park (California). Allí colaboró con otro geofísico, Richard Doell, sobre el magnetismo de las rocas. Ambos estaban interesados en las reversiones geomagnéticas, sobre las que, en ese momento, se tenía poco conocimiento. Los especímenes de rocas que recolectaron eran demasiado jóvenes (unos pocos millones de años) para fechar con precisión hasta que se desarrolló el método de datación por potasio-argón. Cox y Doell acordaron que el Servicio Geológico (USGS) contratara a Brent Dalrymple, un graduado de Berkeley con experiencia en este método. Los tres lograron crear la primera escala de tiempo de polaridad geomagnética. Ese trabajo hizo posible la primera prueba, realizada por Frederick Vine y Drummond Matthews, de la hipótesis de la expansión del lecho marino.
En 1967, fue contratado como profesor en la Universidad de Stanford. Se convirtió en Decano de la Facultad de Ciencias de la Tierra en 1979 y demostró un talento para la administración que fue ampliamente reconocido por sus colegas.
De 1978 a 1980, ocupó la presidencia de la Unión Americana de Geofísica.
Cox murió en un accidente de bicicleta, chocando con una gran secuoya después de caer de un acantilado en Tunitas Creek Road, en las montañas al noroeste de la Universidad Standford. El forense del condado de San Mateo concluyó que la muerte de Cox había sido un suicidio ya que normalmente era muy consciente de la seguridad y excepcionalmente, no había usado casco ese día.
La muerte de Cox se produjo cinco días después de que se enterara de que iba a ser acusado de abuso infantil. Presuntamente había abusado sexualmente del hijo de uno de sus estudiantes graduados en repetidas ocasiones. Cox le había dicho al padre del niño abusado que se mataría si las acusaciones se informaban a la policía.

## Reconocimientos
Fue elegido miembro de la Academia Nacional de Ciencias de Estados Unidos, la Academia Estadounidense de Artes y Ciencias y la Sociedad Filosófica Estadounidense. En 1969, la Unión Americana de Geofísica le otorgó la medalla John Adam Fleming por sus investigaciones en geomagnetismo. Un año después, en 1970, recibió el Premio Vetlesen, junto con G. Brent Dalrymple, Richard Doell y S. Keith Runcorn, por sus contribuciones a la geología y la geofísica.
En 1976, la Sociedad Geológica de Estados Unidos le otorgó la Medalla Arthur L. Day por la aplicación de la física y la química a la solución de problemas geológicos. En 1984, recibió por parte de la Academia Nacional de Ciencias de Estados Unidos el premio y cátedra Arthur L. Day.
Después de su muerte, se crearon varios monumentos en su memoria. La Unión Americana de Geofísica celebró la conferencia anual Allan Cox de 1998 a 2001 (esta conferencia fue reemplazada posteriormente por la conferencia de Edward Bullard).
Por su parte, la División de Geofísica de la Sociedad Geológica de Estados Unidos selecciona un estudiante cada año para el Premio de Investigación Estudiantil Allan V. Cox y la Universidad Stanford otorga la Medalla Allan Cox a la Excelencia Docente Fomento de la Investigación de Pregrado.

## Obra

### Libros
- 1973, Plate tectonics and geomagnetic reversals, Allan Cox (editor). ISBN 978-0-7167-0258-0.
- 1986, Plate Tectonics: How It Works. Wiley-Blackwell, Cox, Allan; Hart, Robert Brian,. ISBN 978-0-86542-313-8.

### Artículos científicos (selección)
- Cox, Allan V.; Doell, R. R. (1960). "Review of paleomagnetism". Geological Society of America Bulletin. 71 (6): 645–768. Bibcode:1960GSAB...71..645C. doi:10.1130/0016-7606(1960)71[645:ROP]2.0.CO;2.
- Cox, Allan V.; Doell, R. R. (1962). "Magnetic properties of basalt in hole EM 7, Mohole Project". Journal of Geophysical Research. 67 (10): 3997–4004. Bibcode:1962JGR....67.3997C. doi:10.1029/JZ067i010p03997.
- Doell, R. R.; Cox, Allan V. (1963). "The accuracy of the paleomagnetic method as evaluated from historic Hawaiian lava flows". Journal of Geophysical Research. 68 (7): 1997–2009. Bibcode:1963JGR....68.1997D. doi:10.1029/JZ068i007p01997.
- Cox, Allan V.; Dalrymple, G. B.; Doell, R. R. and (1963). "Geomagnetic polarity epochs and Pleistocene geochronometry". Nature. 198 (4885): 1049–1051. Bibcode:1963Natur.198.1049C. doi:10.1038/1981049a0. S2CID 4180105.
- Cox, Allan V.; Doell, R. R. (1964). "Long period variations of the geomagnetic field". Bulletin of the Seismological Society of America. 54B: 2243–70.
- Cox, Allan V.; Doell, R. R. and; Dalrymple, G. B. (1964). "Reversals of the earth's magnetic field—Recent paleomagnetic + geochronological data provide information on time + frequency of field reversals". Science. 144 (3626): 1537–1543. Bibcode:1964Sci...144.1537C. doi:10.1126/science.144.3626.1537. PMID 17741239.
- Cox, Allan V.; Doell, R. R.; Dalrymple, G. B. and (1965). "Potassium-argon age and paleomagnetism of the Bishop tuff, California". Geological Society of America Bulletin. 76 (6): 665–673. Bibcode:1965GSAB...76..665B. doi:10.1130/0016-7606(1965)76[665:paapot]2.0.co;2.
- Cox, Allan V.; Dalrymple, G. B. (1967). "Statistical analysis of geomagnetic reversal data and the precision of potassium-argon dating". Journal of Geophysical Research. 72 (10): 2603–2614. Bibcode:1967JGR....72.2603C. doi:10.1029/JZ072i010p02603.
- Cox, Allan V.; Dalrymple, G. B. and; Doell, R. R. (1967). "Reversals of the earth's magnetic field". Scientific American. 216 (2): 44–54. Bibcode:1967SciAm.216b..44C. doi:10.1038/scientificamerican0267-44.
- Cox, Allan V. (1968). "Lengths of geomagnetic polarity intervals". Journal of Geophysical Research. 73 (10): 3247–3260. Bibcode:1968JGR....73.3247C. doi:10.1029/JB073i010p03247.
- Cox, A. (1968). "Latitude dependence of the angular dispersion of the geomagnetic field". Geophysical Journal of the Royal Astronomical Society. 20 (3): 253–269. Bibcode:1970GeoJ...20..253C. doi:10.1111/j.1365-246X.1970.tb06069.x.
- Cox, Allan V. (1969). "Geomagnetic reversals". Science. 163 (3864): 237–2345. Bibcode:1969Sci...163..237C. doi:10.1126/science.163.3864.237. PMID 17790248.
- Marshall, Monte; Cox, Allan (1972). "Magnetic changes in pillow basalt due to sea floor weathering". Journal of Geophysical Research. 77 (32): 6459–6469. Bibcode:1972JGR....77.6459M. doi:10.1029/JB077i032p06459.
- Hillhouse, J.; Cox, Allan V. (1976). "Brunhes-Matuyama polarity transition". Earth and Planetary Science Letters. 29 (1): 51–64. Bibcode:1976E&PSL..29...51H. doi:10.1016/0012-821X(76)90025-X.
- Cox, Allan V.; Gordon, R. G. (1984). "Paleolatitudes determined from paleomagnetic data from vertical cores". Reviews of Geophysics and Space Physics. 22: 47–72. Bibcode:1984RvGSP..22...47C. doi:10.1029/RG022i001p00047.
- Gordon, R. G.; Cox, A; O'H.are, S. (1984). "Paleomagnetic Euler poles and the apparent polar wander and absolute motion of North America since the Carboniferous". Tectonics. 3 (5): 499–537. Bibcode:1984Tecto...3..499G. doi:10.1029/TC003i005p00499.